# Marcelo Álvarez Rivera
Marcelo Alejandro Álvarez Rivera (Quillota, 16 de enero de 1967) es un exfutbolista chileno. Jugaba de delantero y militó en diversos clubes de Chile. 
Es apodado Papelucho, debido a su parecido físico con el personaje de ficción creado por Marcela Paz. 

## Trayectoria
Oriundo del barrio El Peumo de la ciudad de Quillota, es el menor de 8 hermanos. Debutó tempranamente en el club donde hizo sus divisiones inferiores, San Luis de Quillota, en el año 1983, siendo subcampeón de la entonces Segunda división. Una fractura le hizo perder protagonismo en el plantel por lo que fue enviado a préstamo a Santiago Wanderers donde hace una buena campaña personal, siendo repescado por los quillotanos para la temporada 1987.
En 1988 es fichado por Arturo Fernández Vial, donde logra la consagración nacional. La buena campaña permite su incorporación por Cobreloa, el campeón vigente del fútbol chileno. En el conjunto loíno es el club donde más años jugó y logró una importante identificación, siendo campeón del torneo de Primera División 1992.
Dejó Cobreloa en 1996 para realizar un año en Deportes Temuco y volver al norte en 1997, tras su salida del club logró dos ascensos a la Primera División; en 1998, jugando ese año por Santiago Morning, y el año 2000 con Unión San Felipe. Se retiró del fútbol profesional en Everton en 2001.

## Selección nacional
Tras sus buenas campañas en Fernández Vial, llegan sus primeras citaciones a la selección nacional chilena, el año 1988 es nominado para una serie de partidos amistosos por Orlando Aravena, entre los que se cuentan la Copa Boquerón, Copa del Pacífico 1988 y la Copa Juan Pinto Durán 1988. 
Al año siguiente, es nominado para la Copa Centenario de Armenia, no siendo considerado para la Copa América 1989 ni para las Clasificatorias para Italia 1990.
Tras 4 años sin ser nominado, luego de sus buenas campañas con Cobreloa, en marzo de 1994 es citado por Mirko Jozić para formar parte de la gira de La Roja a Europa y Medio Oriente, participando en dos partidos, ante Francia y Arabia Saudita.

### Partidos internacionales
| Partidos internacionales | Partidos internacionales | Partidos internacionales                         | Partidos internacionales | Partidos internacionales | Partidos internacionales | Partidos internacionales | Partidos internacionales | Partidos internacionales   | Partidos internacionales |
| N.º                      | Fecha                    | Estadio                                          | Local                    | Resultado                | Visitante                | Goles                    | DT                       | Competición                |                          |
| ------------------------ | ------------------------ | ------------------------------------------------ | ------------------------ | ------------------------ | ------------------------ | ------------------------ | ------------------------ | -------------------------- | ------------------------ |
| 1                        | 13 de septiembre de 1988 | Estadio La Portada, La Serena, Chile             | Chile                    | 3-1                      | Ecuador                  | Anotado                  | Orlando Aravena          | Amistoso                   |                          |
| 2                        | 29 de septiembre de 1988 | Estadio Defensores del Chaco, Asunción, Paraguay | Ecuador                  | 0-0 4-3 pen.             | Chile                    |                          | Orlando Aravena          | Copa Boquerón              |                          |
| 3                        | 25 de octubre de 1988    | Estadio Carlos Dittborn, Arica, Chile            | Chile                    | 2-0                      | Perú                     |                          | Orlando Aravena          | Copa del Pacífico 1988     |                          |
| 4                        | 1 de noviembre de 1988   | Estadio Municipal, Concepción, Chile             | Chile                    | 1-1                      | Uruguay                  |                          | Orlando Aravena          | Copa Juan Pinto Durán 1988 |                          |
| 5                        | 23 de mayo de 1988       | Estadio Centenario, Montevideo, Uruguay          | Uruguay                  | 3-1                      | Chile                    |                          | Orlando Aravena          | Copa Juan Pinto Durán 1988 |                          |
| 6                        | 23 de noviembre de 1988  | Estadio Nacional, Lima, Perú                     | Perú                     | 1-1                      | Chile                    |                          | Orlando Aravena          | Copa del Pacífico 1988     |                          |
| 7                        | 29 de enero de 1989      | Estadio Modelo, Guayaquil, Ecuador               | Ecuador                  | 1-0                      | Chile                    |                          | Orlando Aravena          | Amistoso                   |                          |
| 8                        | 1 de febrero de 1989     | Estadio Centenario, Armenia, Colombia            | Perú                     | 0-0                      | Chile                    |                          | Orlando Aravena          | Copa Centenario de Armenia |                          |
| 9                        | 5 de febrero de 1989     | Estadio Centenario, Armenia, Colombia            | Colombia                 | 1-0                      | Chile                    |                          | Orlando Aravena          | Copa Centenario de Armenia |                          |
| 10                       | 22 de marzo de 1994      | Estadio Gerland, Lyon, Francia                   | Francia                  | 3-1                      | Chile                    |                          | Mirko Jozić              | Amistoso                   |                          |
| 11                       | 29 de marzo de 1994      | Estadio Rey Fahd, Riad, Arabia Saudita           | Arabia Saudita           | 2-2                      | Chile                    |                          | Mirko Jozić              | Amistoso                   |                          |
| Total                    | Total                    | Total                                            | Presencias               | 11                       | Goles                    | 1                        |                          |                            |                          |

| Selección chilena | Selección chilena | Selección chilena |
| Año               | Partidos          | Goles             |
| ----------------- | ----------------- | ----------------- |
| 1988              | 6                 | 1                 |
| 1989              | 3                 | 0                 |
| 1994              | 2                 | 0                 |
| Total             | 11                | 1                 |

## Clubes
| Club                  | País  | Año       |
| --------------------- | ----- | --------- |
| San Luis              | Chile | 1983-1985 |
| Santiago Wanderers    | Chile | 1986      |
| San Luis              | Chile | 1987      |
| Arturo Fernández Vial | Chile | 1988      |
| Cobreloa              | Chile | 1989-1995 |
| Deportes Temuco       | Chile | 1996      |
| Cobreloa              | Chile | 1997      |
| Santiago Morning      | Chile | 1998      |
| Unión San Felipe      | Chile | 2000      |
| Everton               | Chile | 2001      |

## Palmarés

### Torneos nacionales oficiales
| Título           | Club             | País  | Año  |
| ---------------- | ---------------- | ----- | ---- |
| Primera División | Cobreloa         | Chile | 1992 |
| Primera B        | Unión San Felipe | Chile | 2000 |

### Distinciones individuales
| Distinción                                    | Año  |
| --------------------------------------------- | ---- |
| Mejor Extremo Izquierdo del Año por Minuto 90 | 1988 |